# Video Chess
Video Chess — компьютерная игра в шахматная для Atari VCS, запрограммированная Ларри Вагнером и Бобом Уайтхедом, выпущенная Atari в 1979 году. Оба программиста позже разрабатывали игры для Activision.

## Описание
Игровая программа позволяет выбирать белые или чёрные фигуры, знает про рокировку и взятие на проходе (на то время это ещё не стало стандартом для шахматных симуляторов). Имеется восемь различных уровней сложности, различающихся временем на обдумывание ходов компьютером. Особенностью двух самых сложных уровней (6-го и 7-го) является то, что предполагаемые ходы компьютера отображаются в процессе обработки оных; при этом из-за ошибки в коде, на этих уровнях сложности компьютер иногда может делать два хода подряд.